# 羅曉聰
羅曉聰（Law Hiu Chung，1995年6月10日—），生於香港，香港足球運動員，司職右中場，現時效力香港超級聯賽球會北區。

## 早年生活
羅曉聰生於香港，於10歲便與街場朋友投考沙田區幼苗，接受正式訓練，初時雖然表現平庸，但他只花一年便扭轉劣勢變身球隊重心，更被當年新界東的冠軍球隊U15挖角，連教練曾偉忠亦邀請他出席香港U15訓練，長期集訓備戰各項青少年國際賽，最終羅曉聰寧願在樓下街場踢球，都選擇幾個月缺席大埔和香港隊訓練，直至15歲加盟青年級別勁旅流浪青年隊，開始接受正規職業訓練。

## 球會生涯
在2012年夏季，羅曉聰加盟升上標準流浪一隊，至2014年6月約滿後，他以18歲之齡加盟港超聯球隊南華，被時任教練米路點名盛讚頗有潛質兼技術不俗，在年輕球員中較搶眼，但在南華預備組等足3年方等到出場機會，於2016年3月20日南華對前球會標準流浪的聯賽盃4強後備登場，兼於互射12碼階段射入關鍵球，賽後更獲時任南華足主張廣勇於球隊官方專頁點名稱讚應多給予上陣機會。
2016年4月3日，羅曉聰於點名稱讚後第二場比賽獲正選上陣並踢足全場，更在19分鐘便藉角球助攻賴恩格菲斯協助南華以1–0擊敗夢想駿其。2016年4月13日，羅曉聰於南華以2–0擊敗馬爾代夫球會馬茲亞的亞協盃分組賽取得加盟後的首個入球，賽後再次獲足主張廣勇點名稱讚並將會重點栽培。在當季他與艾華兩人不停貢獻助攻與入球，幫助南華扭轉亞協盃小組賽3連敗頹勢連取9分出線16強，被譽為南華該季的最大發現，其後亦漸漸於3月坐穩南華正選席位，不過於翌季被列卡度不時轉打右後衛。
在2017年6月，南華宣佈經重新檢視球隊近年發展後，決定來屆退出港超聯，轉戰香港甲組聯賽培育青年球員，而羅曉聰將於新一季離隊轉投香港飛馬。
2021–22年香港超級聯賽，因應有兩支球隊退出，香港足球總會籌組了另一隊以U23球員為主的足球隊。羅曉聰加盟了這支新球隊。

## 國際賽生涯
在2017年7月，羅曉聰入選香港U22代表隊，參與在朝鮮舉行的的亞洲23歲以下錦標賽外圍賽，但最後香港雖成功取得1勝2和不敗的不俗成績，仍然未能成為五隊最佳次名之一，遺憾地無緣晉身決賽周。

## 榮譽
南華
- 香港社區盃冠軍（2015年）
- 香港聯賽盃亞軍（2015–16季度）
- 香港菁英盃亞軍（2015–16季度）

## 外部連結
- 香港足球總會網頁球員註冊資料 （页面存档备份，存于）